# Calgary Forest Lawn
Circonscription électorale fédérale du Canada
Calgary Forest Lawn est une ancienne circonscription électorale fédérale canadienne de l'Alberta. Elle comprenait au moment de son abolition une partie de la ville de Calgary. Elle est créée lors du redécoupage électoral de 2012 et représentée pour la première fois lors des élections générales de 2015.
Les circonscriptions limitrophes étaient Calgary Confederation, Calgary-Centre, Calgary Skyview, Calgary Shepard et Bow River.
Lors du redécoupage électoral de 2022, la circonscription est abolie et son territoire est divisé entre la nouvelle circonscription de Calgary McKnight pour sa partie nord, et la circonscription recréée de Calgary-Est pour sa partie sud.

## Députés
| Législature                                                  | Années    | Député              | Député        | Parti        |
| ------------------------------------------------------------ | --------- | ------------------- | ------------- | ------------ |
| Calgary Forest Lawn issue de Calgary-Est et Calgary-Nord-Est |           |                     |               |              |
| 42e                                                          | 2015–2019 |                     | Deepak Obhrai | Conservateur |
| 43e                                                          | 2019–2021 | Jasraj Singh Hallan |               | Conservateur |
| 44e                                                          | 2021–2025 | Jasraj Singh Hallan |               | Conservateur |

## Résultats électoraux
Le premier scrutin a lieu en 2015.
|       | Candidat          | Parti             | # de voix | % des voix |
|       | (X) Deepak Obhrai | Conservateur      | +19 694,  | 47,98 %    |
|       | Cam Stewart       | Libéral           | +14 762,  | 35,96 %    |
|       | Abdou Souraya     | NPD               | +04 006,  | 9,76 %     |
|       | Judson Hansell    | Vert              | +01 229,  | 2,99 %     |
|       | Jason Devine      | Communiste        | +00390,   | 0,95 %     |
|       | Matt Badura       | Parti libertarien | +00832,   | 2,03 %     |
|       | Max Veress        | Indépendant       | +00134,   | 0,33 %     |
| Total | Total             | Total             | 41 047    | 100 %      |